# Fructose-1-fosfaat
Fructose-1-fosfaat is een derivaat van fructose en wordt gevormd door fructokinase, een ketohexokinase.
Aldolase B breekt fructose-1-fosfaat af in glyceraldehyde en dihydroxyacetonfosfaat (DHAP).
Fructose-intolerantie en HFI (Hereditary Fructose Intolerance) zijn stofwisselingsaandoeningen, waarbij fructose in de voeding voor problemen zorgt. HFI is een erfelijke aandoening, waarbij Aldolase B in de lever ontbreekt en fructose-1-fosfaat niet wordt afgebroken maar in de lever, nieren en dunne darm opgeslagen. Het opgeslagen fructose-1-fosfaat remt de afbraak van glycogeen en de aanmaak van glucose, waardoor na het eten van fructose hypoglykemie optreedt.